# Niroz Malek
Niroz Malek (* 1946 in Aleppo) ist ein syrischer Schriftsteller und Maler. Seine Werke zählen zur zeitgenössischen syrischen Literatur. 

## Leben
Malek studierte an der Schule für bildende Künste und nahm an zahlreichen Einzel- und Gruppenausstellungen mit anderen syrischen Künstlern teil. Ende der 1960er Jahre widmete er sich dem Schreiben und veröffentlichte seit 1970 acht Erzählbände und sechs Romane. Einige seiner Erzählungen wurden ins Deutsche, Spanische, Russische, Englische und Kurdische übersetzt und in Literaturzeitschriften veröffentlicht.
Das Buch Der Spaziergänger von Aleppo (Originaltitel: تحت سماء الحرب, DMG Taḥt samāʾ al-ḥarb ‚Unter dem Himmel des Krieges‘) erschien, gekürzt um zwei Texte, zuerst auf Französisch und 2017 auf Deutsch. Das Buch wurde 2016 mit dem „Prix Lorientales“ ausgezeichnet.

## Preise und Auszeichnungen
2016: Prix Lorientales

## Bibliographie
- تحت سماء الحرب, DMG Taḥt samāʾ al-ḥarb
  - Französisch: Le promeneur d’Alep. Roman. Le Serpent à Plumes, Paris 2015, ISBN 979-1-09468019-3 (Übersetzt aus dem Arabischen von Fawaz Hussain).
  - Deutsch: Der Spaziergänger von Aleppo. Miniaturen. Weidle Verlag, Bonn 2017, ISBN 978-3-938803-83-7 (Übersetzt von Larissa Bender aus dem Arabischen).

## Belege
1. ↑  Niroz Malek: Der Spaziergänger von Aleppo. Miniaturen. 2. Auflage. Weidle Verlag, Bonn 2017, ISBN 978-3-938803-83-7, S. [142] (Originaltitel: تحت سماء الحرب Übersetzt von Larissa Bender aus dem Arabischen).
2. ↑  Niroz Malek: "Der Spaziergänger von Aleppo": Überleben in der Todeszone - Qantara.de. Abgerufen am 24. Oktober 2023.
3. ↑  Pierre Georges: Niroz Malek remporte le prix Lorientales 2016. www.livreshebdo.fr, 13. Juni 2016, abgerufen am 13. Juni 2018 (französisch).
4. ↑  PRIX LORIENTALES 2016. www.lorientales.com, 11. Juni 2016, archiviert vom Original am 1. November 2016; abgerufen am 13. Juni 2018 (französisch).

| Personendaten    | Personendaten                      |
| ---------------- | ---------------------------------- |
| NAME             | Malek, Niroz                       |
| KURZBESCHREIBUNG | syrischer Schriftsteller und Maler |
| GEBURTSDATUM     | 1946                               |
| GEBURTSORT       | Aleppo                             |